# Murlidhar Devidas Amte

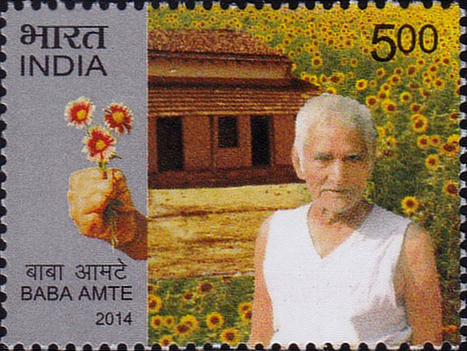
Baba Amte

Murlidhar Devidas Amte (Marathi: मुरलीधर देवीदास आमटे, Muralīdhar Devīdās Āmaṭe; * 26. Dezember 1914 im Bundesstaat Maharashtra; † 9. Februar 2008 in Chandrapur, Maharashtra), genannt Baba Amte (बाबा आमटे, Bābā Āmaṭe, dt. „Vater Amte“), war ein indischer Menschenrechtler.

## Leben
Amte war der älteste Sohn eines wohlhabenden Brahmanen. Er wurde Journalist, ging auf die Jagd und fuhr Sportwagen. In den Ferien kam er in Shantiniketan in Kontakt mit den Schriften Rabindranath Thakurs und in Sewagram mit Mohandas Gandhi, der ihn sehr beeindruckte. Amte wurde Rechtsanwalt in Warora. 1942 organisierte er während der „Quit India“-Bewegung Rechtsanwälte für die Anführer und wurde deshalb inhaftiert. 1946 heiratete er Indu Ghuleshastri. Am Tag seiner Hochzeit gab er seine Rechtsanwaltskanzlei auf, verzichtete auf seinen Besitz und seine Erbansprüche. Amte wurde ein Schüler von Gandhi, der ihm den Titel „Abhayasadhak“ verlieh. Er gründete mit seiner Gattin in Chandrapur einen Ashram für Lepra-Kranke, Behinderte und Angehörige von ethnischen Minderheiten. Mittlerweile wohnen in Anandwan 5000 Menschen. Gemeinsam mit Medha Patkar gründete Amte die Organisation Narmada Bachao Andolan, die gegen das Narmada-Staudammprojekt kämpft.
Im Jahr 2007 wurde bei ihm Leukämie festgestellt. Er starb 2008 in einer von ihm selbst gegründeten Klinik.

## Auszeichnungen
- International Gandhi Peace Prize 1999
- Right Livelihood Award 1991 gemeinsam mit Medha Patkar für ihr Engagement gegen das Narmada-Staudammprojekt
- International Giraffe Award 1990
- Templeton-Preis 1990
- Menschenrechtspreis der Vereinten Nationen[2]  1988
- Padma Vibhushan 1986
- Ramon-Magsaysay-Preis 1985
- Damien-Dutton Award 1983
- Padma Shri 1971